# 薩克森-魏瑪-艾森納赫的伯恩哈德王子 (1878年—1900年)
伯恩哈德王子（全名：Bernhard Carl Alexander Hermann Heinrich Wilhelm Oscar Friedrich Franz Peter，1878年4月18日—1900年10月1日），出生于魏玛，是萨克森-魏玛-艾森纳赫大公世子卡尔·奥古斯特的次子，萨克森-魏玛-艾森纳赫末代大公威廉·恩斯特的弟弟。
由於祖母索菲公主是荷蘭國王威廉三世的妹妹，當威廉三世的女兒威廉明娜繼位為女王時，伯恩哈德名列王位的第四順位繼承人，排在祖母、父親和哥哥之後。威廉明娜的母親、攝政王太后埃瑪曾經安排伯恩哈德作為威廉明娜丈夫的人選，但兩人見面後威廉明娜對他沒什麼興趣。伯恩哈德此後變得鬱鬱寡歡，最後於1900年因結核病去世。